# John Kelly (NYPD Blue)
John Bradley Kelly is een personage dat gespeeld wordt door David Caruso in de televisieserie NYPD Blue. Het personage was alleen te zien in het eerste seizoen (1993) en de eerste vier afleveringen van het tweede seizoen. Vanwege het plotselinge vertrek van Caruso moest de verhaallijn van de serie aangepast worden, aangezien Kelly de protagonist was.

## Biografie
John Kelly is een Iers-Amerikaanse politierechercheur die in 1995 al veertien jaar voor de politie van New York (NYPD) in het 15e District werkt. In 1969, toen hij elf jaar oud was, sneuvelde zijn vader. Tien jaar later, op zijn 21e, sloot hij zich aan bij het NYPD en in de jaren 80 was hij vooral in uniform. Midden jaren 80 trouwde hij met Laura met wie hij in 1995 ging scheiden. In 1986 werd hij rechercheur en rond die tijd ontmoette hij zijn partner Andy Sipowicz. 
John Kelly werkte eerder bij een door Iers-Amerikanen gedomineerde politieafdeling en zou volgens politiecommissaris Jack Hanlon allang hoofd van de afdeling zijn geworden als hij er niet was uitgestapt. In tegenstelling tot zijn partner Andy Sipowicz is John nooit in de fout gegaan, hoewel hij in het eerste seizoen wel even in de verleiding kwam toen hij ontdekte dat de miljonair Thomas Wagner zijn vrouw mishandelde. Dit veranderde echter toen zijn minnares en geüniformeerde agente Janice Licalsi zijn leven redde door maffioso Angelo Marino dood te schieten die haar dwong om hem te vermoorden. Licalsi deed dit omdat haar vader, die zelf ook politieagent was, bij Marino op de verborgen loonlijst stond.
Uiteindelijk werd Licalsi gearresteerd en Kelly deed zijn best om haar vrij te krijgen, zoals bewijzen verduisteren. Licalsi werd toch veroordeeld tot twee jaar voor doodslag, maar zat slechts een vierde van haar straf uit.
Kelly deed ook zijn best om uit te vinden wie er in de eerste aflevering op zijn partner Andy Sipowicz schoot. Hij wist dat maffioso Alphonse Giardella dat deed en bedreigde de maffia van New York. Dit was ook de reden waarom Marino hem dood wilde. 
Kelly kon later geen toekomst meer bouwen bij de politie omdat Interne Zaken (IZ) achter zijn verhouding met Janice Licalsi kwam. IZ kon geen bewijzen vinden, maar hoofdinspecteur Haverill, een tegenstander van commissaris Arthur Fancy, daagde Kelly uit tot een daad van insubordinatie.

## Plotseling vertrek
Vanwege het grote succes van de serie besloot acteur Caruso in 1994 om te stoppen met zijn rol als John Kelly en een filmcarrière na te streven. Ook zou er sprake zijn van een geschil over het salaris van de acteur. Zijn vertrek maakte het noodzakelijk om de afleveringen van het tweede seizoen volledig te herschrijven en het nieuwe personage Bobby Simone te introduceren. Bij fans zorgde het vertrek van het personage Kelly voor grote opschudding en de producent kreeg boze brieven toegestuurd.

## Ontvangst

### Fans
Door kijkers werd Kelly als sekssymbool gezien.

### Critici
Het karakter van Kelly wordt omschreven als een gevoelige persoon. Tony Scott van Variety noemde hem "alert and purposeful". Volgens Brian Lowry, eveneens van Variety, was Kelly "the series’ heart and moral compass". Caruso speelde volgens hem het personage in de laatste afleveringen op de automatische piloot.